# Kościół Nawiedzenia Najświętszej Maryi Panny w Wieruszowie
Kościół Nawiedzenia Najświętszej Maryi Panny – rzymskokatolicki kościół parafialny należący do dekanatu Wieruszów diecezji kaliskiej.

## Historia i architektura
Świątynia znajduje się w lewobrzeżnej części miasta – Podzamczu. Została wybudowana w latach 1934–1936 według projektu inżyniera Mariana Andrzejewskiego. W jego wnętrzu jest umieszczone epitafium poświęcone zamordowanemu w Dachau księdzu Marianowi Myszkowiakowi (1888-1942), pierwszemu proboszczowi, który podjął się budowy kościoła.
Świątynia została zbudowana na wzór bazyliki wileńskiej. Murowany kościół reprezentuje styl o reminiscencjach klasycystycznych (jego elementami są filary, sufit kasetonowy). Budowla została poświęcona w dniu 8 grudnia 1936 roku przez księdza dziekana Ignacego Nowackiego z Kępna. W 1939 roku, na kilka miesięcy przed wybuchem wojny, został wykonany marmurowy ołtarz główny z alabastrową rzeźbą Nawiedzenia Najświętszej Maryi Panny. W październiku 1949 roku kościół został konsekrowany przez arcybiskupa poznańskiego Walentego Dymka. W 1950 roku zostały ufundowane ołtarze boczne: lewy poświęcony Chrystusowi Miłosiernemu i prawy poświęcony Matce Bożej Częstochowskiej.

## Organy
Organy wybudowali bracia Walter z Góry w 1865 roku. Przeniesione zostały prawdopodobnie z seminarium ewangelickiego w Koźminie. Po II wojnie światowej były remontowane przez Stefana Fiołka i Józefa Bacha. Ostatnia renowacja odbyła się w latach 90.
Dyspozycja instrumentu:
| Manuał I          | Manuał II             | Pedał           |
| ----------------- | --------------------- | --------------- |
| 1. Bordun 16'     | 1. Salicional 8'      | 1. Subbas 16'   |
| 2. Principal 8'   | 2. Doppelfloete 8'    | 2. Violonbas 8' |
| 3. Hohlflaut 8'   | 3. Geigenprincipal 8' | 3. Fletbas 8'   |
| 4. Octave 4'      | 4. Flauto dolce 4'    |                 |
| 5. Quinte 2 2/3'  |                       |                 |
| 6. Superoctave 2' |                       |                 |
| 7. Oboe 8'        |                       |                 |